# Henrik Ruben Genz
Henrik Ruben Genz (Gramo, Dinamarca, 7 de noviembre de 1959) es un director de cine danés.
Henrik Genz asistió a la Designskolen Kolding, donde estudió diseño gráfico y pintura. En la escuela hizo algunos trabajos en vídeo y tras un encuentro con el director del centro, Arne Bro, tomó la decisión de proseguir los estudios de dirección de cine. Aceptado en el Nacional de la Escuela de Cine de Dinamarca en la edad de 31 años se graduó tras realizar el reconocido cortometraje Cross Roads (danés título: Omveje, Desvíos) en 1995.
Genz realizó posteriormente el cortometraje Theis and Nico (danés título: Bror, min bror, Hermano, mi hermano), publicado en 1999, que fue nominado para el Premio al Mejor Cortometraje de la Academia de los Óscar. Colaboró con el grupo Dogma 95, pero no fue capaz de producir un trabajo de calidad tras seis meses de esfuerzo. 
En 2003, Genz estrenó su primer largometraje, una adaptación del libro de los niños Someone like Hodder (danés : En som Hodder), del escritor Bjarne Reuter. En 2005 continuó con Chinaman' (danés : Kinamand), una comedia romántica acerca de un hombre que tiene una esposa extranjera, un matrimonio arreglado para que ella pueda obtener el permiso de residencia.
Genz volvió en 2008 a adaptar (junto a Dunja Gry Jensen) la novela de Erling Jepsen titulada Terribly Happy. Tuvo numerosos premios, como el Crystal Globe y el del Karlovy Vary International Film Festival.

## Filmografía
- Someone Like Hodder (2003)
- Chinaman (2005)
- Terribly Happy (2008)
- Excuse Me (2012)
- Good People (2014)
- Satisfaction 1720 (2016)
- Word of God (2017)

## Premios y distinciones
Premios Óscar
| Año  | Categoría          | Película       | Resultado |
| ---- | ------------------ | -------------- | --------- |
| 2000 | Mejor cortometraje | Bror, Min Bror | Nominado  |